# 王章 (五代)
王章（？—950年12月24日），五代十国后汉大臣，是后汉的开国高祖皇帝刘知远和他的儿子汉隐帝刘承祐时代的重臣，汉隐帝时官至检校太尉、同平章事。汉隐帝最终将王章和杨邠、史弘肇一起杀死。

## 背景
王章生年不详，魏州南乐县（今河南省濮阳市南乐县）人。年轻时任天雄军节度使（治魏州，今河北省大名县）的供职。后唐唐庄宗同光年间，隶属于枢密院，但后回天雄军，担任都孔目官。於此時期娶白文珂之女，兩人育有一女。
936年，唐末帝李从珂在位时，張令昭发动兵变，驱逐节度使刘延皓，自称节度使留后。王章追随張令昭。李从珂派范延光平定叛乱，攻克魏州，杀死張令昭並继续搜索叛党。白文珂和范延光的副将李周关系要好，請其照顾王章。李周把王章藏在袋子里，用骆驼载到洛阳，藏匿於自宅。
而后，石敬瑭灭后唐，立后晋。王章任職於尚书省，后改任河陽粮料使。受管理侍卫亲军的刘知远所詔，擔其都孔目官；941年，刘知远担任河东节度使（治今山西省太原市），王章跟随，主管钱粮。

## 刘知远时代
947年，后晋被契丹辽朝所灭。刘知远犹豫再三，最终决定自立为帝，建立后汉。四月，让王章担任权三司使（户部、度支、盐铁）、检校太保。辽军撤离后，刘知远夺得洛阳、开封；闰七月授王章為三司使，加檢校太傅。当时，中原已经饱受战争蹂躏，朝廷百姓贫困，河东军队和原后晋中央士兵的军事开支甚巨。王章劝刘知远削减不必要的开支，让军方能够确保财政维持。
十月，邺都留守杜重威归顺刘知远，刘知远遣王章、枢密副使郭威尽数诛杀杜重威部下将吏，籍没其财产与杜重威的家财，分给将士。
苏逢吉、杨邠、王章等因为攀附刘知远而受以大用，缙绅亦多依附。然中书舍人张谊不为所屈，故遭其嫉恨。

## 刘承祐时代
刘知远948年去世，他的儿子刘承祐即位，史称隐帝。四月壬午，以枢密使杨邠为中书侍郎兼吏部尚书、同平章事，枢密使如故，以副枢密使郭威为枢密使，又加三司使王章同中書門下平章事，检校太尉。当时，后汉面临护国军、凤翔军、永兴军三镇叛乱，郭威奉命平乱。二年（949年），郭威平叛归来，隐帝以玉带慰劳郭威，加检校太师兼侍中，郭威辞道：“臣效力先帝，见功臣多了，未尝以玉带赐之。”隐帝以郭威为贤，于是召来杨邠、史弘肇、宰相苏逢吉、左仆射苏禹珪、宰相窦贞固、王章等，皆赐以玉带，郭威才受赏。九月，隐帝加王章邑封。因为王章调度财赋有方，即使在平乱和行赏之后，国库仍然有余。
但王章的财赋政策也有不利的一面：他滥用职权，剥削太过，导致百姓怨恨朝廷。本来百姓每交一斛（十升为一斗，十斗为一斛）的土地税要另外再交两升的“雀鼠耗”，王章却改为每斛增收两斗“省耗”，极大增加了百姓的税负。官库出纳缗钱，皆以八十为一陌（一百），王章削为七十七为一陌，并以为常例，后世称之为“省陌”。王章重新评估地价，统计隐田，增加税负，不数年间，民生大困。王章因曾与杨邠在天雄军共事而与他亲近，他们都厌恶儒士。王章曾说：“此辈授之握算，不知纵横，何益于用！”郡官请求月俸时，他们都取不堪资军的东西给他们，称之为“闲杂物”，命所司高估其价。王章急于财赋，峻于刑法，百姓如果犯了盐矾酒曲的禁令，即使情节轻微，也都处以极刑。部下官吏更严酷，民不堪命。
乾祐三年（950年）四月，后汉朝廷因契丹近日入寇，横行河北，诸藩镇都自守而不防御，提议以郭威镇守邺都督诸将以备契丹。史弘肇希望郭威仍领枢密使，苏逢吉认为无此故事，隐帝最后听从史弘肇的建议。史弘肇怨苏逢吉持有异议，苏逢吉说：“以内（指朝廷）制外（指节度使），顺也；今反以外制内，其可乎！”
次日，朝贵会饮于窦贞固的宅第，史弘肇举大觞敬郭威酒，厉声说：“昨日廷议，一何同异！今日为弟（指郭威）饮之。”苏逢吉与杨邠也举觞说：“这是国家之事，何足介意！”史弘肇又厉声说：“安定国家，在长枪大剑，安用毛锥（指笔，指代文官）！”王章说：“无毛锥，则财赋何从可出？”从此，后汉将相有隙。郭威去向隐帝辞行时说：“太后追随先帝多年，多历天下事，陛下富于春秋，有事应该听她的。亲近忠直，放远谗邪，善恶之间，所宜明审。苏逢吉、杨邠、史弘肇都是先帝旧臣，尽忠徇国，愿陛下推心任之，必无败失。至于疆场之事，臣愿竭其愚驽，不负驱策。”隐帝敛容感谢他。但官员们之间的紧张关系仍在继续。郭威外放不久，王章宴请朝贵，酒酣，做“手势令”的游戏，史弘肇不会，客省使阎晋卿坐在他旁边，屡次教他。苏逢吉戏言：“你旁边有姓阎的人，何忧罚酒！”史弘肇妻也姓阎，本是酒家倡女，史弘肇以为苏逢吉讥笑自己，大怒，诟骂苏逢吉，苏逢吉不应。史弘肇欲殴打他，苏逢吉起身离去。史弘肇索剑欲追，杨邠哭着制止他：“苏公宰相，公若杀之，置天子何地，愿孰思之！”史弘肇就上马离去，杨邠与他共马，送到家才回来。于是将相之间的关系如同水火。隐帝派宣徽使王峻置酒和解，无果。苏逢吉想请求出镇以避祸，又担心一旦离开朝廷就会被史弘肇轻易处分而中止。王章也忽忽不乐，欲求做外官，被杨、史坚持制止。
尽管杨邠能良好地总领政务，在史弘肇督察下京城也路不拾遗，但隐帝厌恶高官们对朝廷的控制。隐帝的左右亲信和太后的亲戚干预朝政时，都被杨、史阻止。武德使李业是太后之弟，想升官做宣徽使，隐帝和太后都同意，杨、史以为内使迁补应该按次序，不可因身为外戚而越级升迁，于是不果。隐帝宠臣枢密承旨聂文进、飞龙使后匡赞、翰林茶酒使郭允明都久不升迁，也都怀恨。隐帝想立宠妃耿夫人为皇后，杨邠认为隐帝刚为先帝服丧完毕就立后太快，阻止。耿夫人死了，隐帝想以皇后礼葬，杨邠又认为不可。一次杨、史在隐帝面前议事，隐帝说：“谨慎，不要让他人批评你们！”杨邠答：“陛下只要安静就行了，有臣等在。”杨邠、史弘肇、王章树党恣横，专权凌上，窦贞固只是端庄自持，不能规救。隐帝愈发恨这些大臣们，左右也诬告杨邠等专权、必作乱。隐帝听到夜间有打铁声，更相信杨邠等谋反。苏逢吉因与史弘肇有隙，屡次出言激怒李业等人。
隐帝于是和李业、聂文进、后匡赞、郭允明合谋杀杨邠等，将计划告知李太后，太后答：“这事怎能轻为！应该再与宰相议之。”李业说：“先帝曾说，朝廷大事不可谋及书生，懦怯误人。”太后又想说话，隐帝忿忿说：“国家之事，非闺门所知！”拂衣而出。
十一月，杨邠、史弘肇等入朝，与王章同坐在广政殿东庑下。数十甲士从广政殿杀出，在东庑下乱刀杀了杨邠、史弘肇、王章，并诛杀他们的亲属，其中有王章侄右领卫将军王旻和女婿户部员外郎张贻肃。隐帝宣称他们谋反，召诸军将校到万岁殿庭，说：“杨邠等视朕为小儿，朕现在才能成为你们的君主，你们可以免于横忧了！”又召前节度使、刺史等升殿告谕，分遣使者率骑士收捕杨邠等亲戚、党羽、傔从（侍从、仆役）等，尽杀之。王章被杀前数月，其妻白氏已卒。他们的女儿即张贻肃的妻子患病多年，拄着拐杖到刑场受戮。

## 后事
当时杨邠与王章、史弘肇等有隙，校书郎王朴依附杨邠，见隐帝年少孱弱、任用小人，杨邠身为大臣却与将相交恶，知其必乱，就离开杨邠东归。这时三家门客多被祸及，而王朴得以幸免。
后来郭威起兵，隐帝出奔被杀，郭威入宫，李太后下诰称郭威、杨邠、史弘肇、王章“亲承顾命，辅立少君，协力同心，安邦定国”，将后三人之死称为小人擅自杀害后才告知隐帝。951年正月，太后下诰称“大臣冤枉以被诛”，由监国郭威登基为帝。郭威建立后周，下诏称杨邠、史弘肇、王章“以劳定国，尽节致君”，应当加等追赠，备礼归葬，葬事由官府负担，访求子孙叙用。追封王章为琅琊郡王。三人都以一品礼改葬。北宋乾德三年（965年）六月后蜀后主孟昶及其母李氏相继去世，太常礼院奏请按杨邠、史弘肇、王章的一品葬礼规格葬孟昶，以一品母礼葬李氏，获准。

## 评价
明末學者王夫之於《讀通鑑論》中指隐帝以為用一紙檄書可以殺盡權臣是以國家大事為遊戲，愚蠢至極，但亦讚揚他誅殺史弘肇、王章、楊邠等人之舉導致「風氣以移」、「內難不生」、「天下漸寧」，使代之而起的後周和北宋得以與民休息，進而統一中國。

## 延伸阅读
[在维基数据编辑]
 《舊五代史/卷107》，出自薛居正《舊五代史》
 《新五代史/卷30》，出自歐陽修《新五代史》